# جوناثان براونينج
جوناثان براونينج (بالإنجليزية: Jonathan Browning)‏ هو شخصية أعمال بريطاني، ولد في 21 يونيو 1959.